# بعلين (غزة)
بِعْلِين قرية فلسطينية تقع في أقصى الشمال الشرقي من قضاء غزة وعلى بعد 32 ميلاً (أي 51 كم) من مدينة غزة، ويرجح أن «بِعْلِين» هي تحريف لكلمة «بِعليم» جمع «بَعِل» أحد آلهة الكنعانيين، تقع أراضي بِعْلِين بين أراضي قرى «تل الترمس» و«صميل» من أعمال غزة و«بركوسيا» و«تل الصّافي» من أعمال الخليل.
تطور نمو سكان قرية بِعْلِين من 151 نسمة سنة 1922م إلى 127 نسمة عام 1931م وقدّر عدد سكانها في عام 1945م نحو 180 نسمة، وكان سكانها آنذاك يعيشون في بيوت مبنية من الحجارة واللّبن بلغ عددها (32-50) بيتاً؛ إذ كانت مساحتها صغيرة لا تتجاوز 6 عقرب دونمات.
أنشأ سكانها عام 1937م مدرسة خصوصية لتعليم أولادهم، بلغ عدد طلابها (16) طالباً يوزعون على أربعة صفوف يعلمهم معلم واحد، وقد بلغ عدد الملّمين بالقراءة والكتابة 40 رجلاً، وكان في القرية بئران عمقمهما يتراوح بين (40 -50 متراً) يعتمد عليهما الأهالي في الحصول على ماء الشرب، وفي الشمال الشرقي للقرية يوجد مقام يعرف باسم «الشيخ يعقوب» يذكر أنه من أولياء الله الصالحين.

## موقع القرية
قامت بِعْلِين على بقعة قرية «بعلوت» الكنعانية التي ترتفع 150 مترا عن سطح البحر وهي منطقة جبلية وكثيرة التلال تمتاز بالأمطار الغزيرة والمراعي الخضراء مما ساهم في إنجاح الزراعة فيها.

## الزراعة
بلغت مساحة الأراضي التابعة للقرية نحو 8036 دونماً منها 154 دونماً للطُّرق والأودية و249 دونماً امتلكها اليهود واستغلت معظم هذه الأراضي في زراعة الحبوب والأشجار المثمرة كالتين والعنب واللَّوز وغيرها، وتسود الزراعة البعلية (التي تعتمد على مياه الأمطار) وقد استغل قسم من أراضي القرية في رعي المواشي وخاصةً الأغنام.

### الصناعات الأخرى
قد اشتغل بعض أهل القرية ببعض الصناعات الأخرى الخفيفية كمنتجات الألبان والصوف والشعر.

## احتلال القرية
كانت بِعْلِين إحدى ست عشرة قرية تم احتلالها خلال عملية أن- فار وهي عبارة عن هجوم شن خلال الأيام العشرة الفاصلة بين الهدنتين (8- 18 تموز \يوليو 1948م) على الجبهة الجنوبية وكان هدف العملية توسيع رقعة انتشار وسيطرة لواء غفعاتي شرقاً وجنوباً، على الرغم من أن الهجوم أخفق في تحقيق هدف وصل الساحل المحتل بالمستعمرات اليهودية في النقب، فإن عملية أن-فار نجحت في تطهير المنطقة الواقعة جنوبي الرملة بين الساحل وتلال الخليل من أكثر من عشرين ألف مواطن.
ومن المرجح أن تكون بِعْلِين سقطت في المرحلة الأولى من الهجوم، أي في (9-10 تموز \يوليو 1948م)، على يد الكتيبة الأولى من اللواء.

## القرية اليوم
لم يبق منها اليوم سوى أنقاض بعض المنازل فقد حولها اليهود إلى خراب، والموقع مسيج بالأسلاك الشائكة، أما الأراضي المجاورة فقد غُرست أشجار المانجا والعنب في بعضها، بينما يستعمل بعضها الآخر مرعى للمواشي.
لا مستعمرات إسرائيلية على أراضي القرية، غير أن سكان مستعمرة كدما التي أنشئت إلى الشمال الغربي من القرية في سنة 1946م، يستخدمون قسم من أرض القرية.